# Kim Batten
Kim Batten (Estados Unidos, 29 de marzo de 1969) es una atleta estadounidense, especializada en la prueba de 400 m vallas en la que llegó a ser campeona mundial en 1995.

## Carrera deportiva
En el Mundial de Gotemburgo 1995 ganó la medalla de oro en los 400 metros vallas, con un tiempo de 52.61 segundos que fue récord del mundo, llegando a la meta por delante de su compatriota la también estadounidense Tonja Buford y la jamaicana Deon Hemmings (bronce con 53.48 segundos que fue récord nacional de Jamaica).